# Nappe d’eau

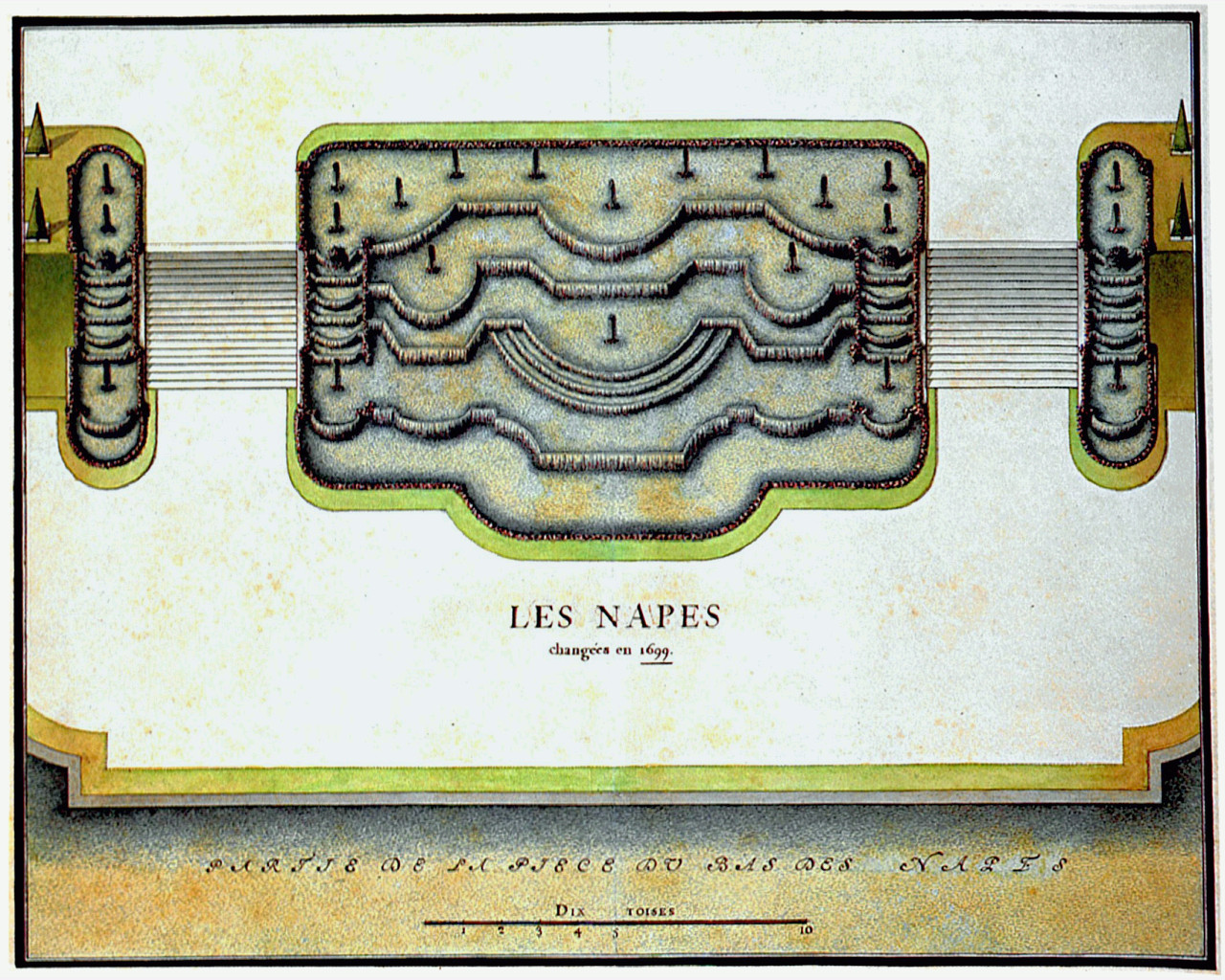
Nappe d’eau im Garten des Schlosses von Marly (1699)

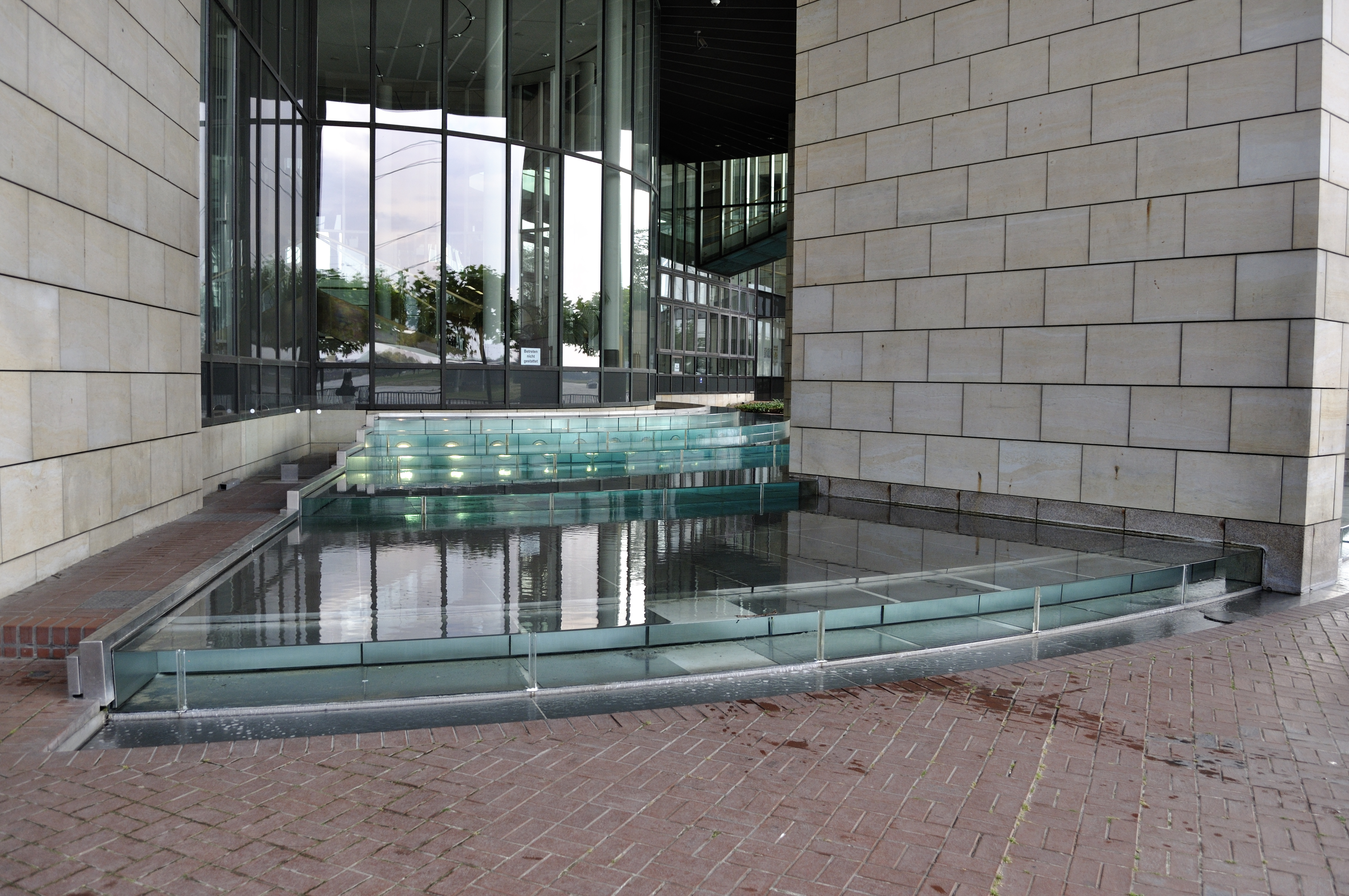
Moderne nappe d’eau als Wassertreppe (Landtagsgebäude Nordrhein-Westfalen, Düsseldorf)

Eine nappe d’eau (franz. etwa „Tischdecke aus Wasser“) ist in Architektur und Gartenkunst eine gleichförmige Wasserfläche, die eine Kante überfließt, ohne abzureißen.
Die nappe d’eau ist ein wasserkünstlerisches Gestaltungselement. Im Gegensatz zur Kaskade oder zum Springbrunnen erfolgt die Wasserführung ebenmäßig und mit geringer Fallhöhe. Das Wasser darf dabei nicht spritzen, sprudeln oder lautes Rauschen verursachen, es sollte sauber und geruchlos sein. Nur eine präzise geformte Kante gewährleistet ein ruhiges Abfließen.
Außer der einfachen nappe d’eau mit der Anmutung einer Decke, die eine Tischkante mit glattem Faltenwurf bedeckt, gibt es zwei weitere Formen. Das Wasser kann über mehrere Stufen in Form einer Wassertreppe geführt werden, die Stufen können auch konkav oder konvex ausgeführt sein. Unter Druck kann mithilfe eines kurzen Steigrohres eine nappe d’eau auch die Form eines überlaufenden Trichters erhalten, das Wasser fließt dann ruhig glockenförmig ab.
Eine glatte Wasserfläche ohne Wasserbewegung, die das Spiegelbild eines Gebäudes wiedergibt, heißt Spiegelweiher.